# Centre Universitari de Sociolingüística i Comunicació
El Centre de Recerca en Sociolingüística i Comunicació de la Universitat de Barcelona (CUSC-UB) és un centre de recerca de la Universitat de Barcelona creat el 1998 per aplegar investigadors de diversos departaments que treballen en diferents línies de recerca en sociolingüística, sociolingüística educativa, política lingüística,comunicació o lingüística, entre d'altres. El seu director és Francesc Xavier Vila Moreno, que va succeir en el càrrec a Albert Bastardas i Boada. També és membre fundador del CUSC Emili Boix i Fuster.
El CUSC és un centre de referència en sociolingüística educativa a Catalunya i els seus membres han participat en l'elaboració i l'anàlisi de bona part dels estudis demolingüístics del país, com ara les Enquestes d'Usos Lingüístics de diferents territoris, o les Enquestes sociodemogràfiques i lingüístiques del Consell Superior d'Avaluació del Departament d'Ensenyament de la Generalitat de Catalunya. El centre es va crear amb el suport dels grups de recerca consolidats Grup de complexitat, comunicació i sociolingüística, Grup de recerca en adquisició de llengües i Grup d'estudi de la variació. A més, va ser un dels membres fundadors de la Xarxa CRUSCAT-IEC, i forma part de la Xarxa MERCATOR.
El CUSC publica anualment la Revista LSC – Llengua, Societat i Comunicació, una revista en format electrònic que tracta temes d'interès social, com ara el model lingüístic de la Constitució espanyola, la comunicació a l'empresa o la política lingüística de la Unió Europea.